# Опухоли слюнных желёз
Опухоли слюнных желёз - доброкачественные, злокачественные и промежуточные опухоли, происходящие из тканей слюнных желёз.

## Заболеваемость
Новообразования слюнных желёз возникают примерно в 1-2% случаев опухолей человека. Доброкачественные опухоли слюнных желёз встречаются несколько чаще - в 60% наблюдений. Опухолей околоушной и подчелюстной слюнных желез встречаются в соотношении (6-15):1.
Наиболее часто новообразования слюнных желез возникают у людей в возрасте от 50-60 лет, хотя могут наблюдаться у престарелых людей и у новорождённых. Мужчины и женщины страдают этими заболеваниями примерно в равном соотношении. 
Чаще всего поражаются околоушные желёзы с одной стороны лица, новообразования подъязычных слюнных желез возникают весьма редко. Из мелких слюнных желёз опухоли чаще всего поражают железы слизистой оболочки твердого, реже мягкого неба.
Злокачественные новообразования околоушных слюнных желез в процессе инвазивного роста могут прорастать лицевой нерв, вызывая парез или паралич его ветвей. Опухоли прорастают в нижнюю челюсть, прежде всего ветвь и угол, сосцевидный отросток височной кости, распространяясь под основанием черепа, в ротовую полость. В запущенных случаях в опухолевый процесс вовлекается кожа боковых отделов лица.
Местное метастазирование злокачественных опухолей слюнных желез происходит в регионарные поверхностные и глубокие лимфатические узлы шеи, но может протекать и гематогенным способом.

## Морфологическая классификация опухолей слюнных желёз
Опухоли слюнных желёз подразделяются на следующие виды:
1. Доброкачественные опухоли:
- эпителиальные: полиморфная аденома, мономорфные аденомы (аденолимфома, оксифильная аденома и др.)
- неэпителиальные: гемангиома, фиброма, невринома и др.

2. Местнодеструирующие опухоли
- ацинозно-клеточная опухоль

3. Злокачественные опухоли
- эпителиальные: аденокарцинома, эпидермоидная карцинома, недифференцированная карцинома, аденокистозная карцинома, мукоэпидермоидная опухоль
- злокачественные опухоли, развившиеся в полиморфной аденоме
- неэпителиальные опухоли (саркома)
- вторичные (метастатические) опухоли

## Классификация опухолей по стадиям развития
Развитие злокачественных опухолей слюнных желёз делится на следующие стадии:
- I стадия (Т1) — опухоль не превышает 2,0 см в наибольшем измерении, расположена в паренхиме железы и не распространяется на капсулу железы. Кожа и лицевой нерв не затронуты
- II стадия (Т2) — опухоль величиной 2—3 см, наблюдается парез мимических мышц
- III стадия (ТЗ) — опухоль распространяется на большую часть железы, прорастает одну из ближайших анатомических структур (кожа, нижняя челюсть, слуховой проход, жевательные мышцы и т.д.).
- IV стадия (Т4) — опухоль прорастает несколько анатомических структур. Паралич мимических мышц на пораженной стороне

## Доброкачественные опухоли

### Аденома слюнных желёз
Встречается редко. Обычно локализуется в околоушных желёзах и состоит из эпителиальных структур, напоминающих саму железу. Безболезненный гладкий и мягкий узел опухоли растёт медленно, отграничиваясь от соседних тканей капсулой. МКБ D 11.0

### Аденолимфома слюнных желёз
Редко встречающаяся опухоль, состоит из эпителиальных железистоподобных структур со скоплениями лимфоидной ткани и чаще всего располагается в толще околоушной железы. Опухолевый узел мягкий и безболезненный, растёт медленно, от окружающих тканей отграничивается капсулой. Опухоль сопровождается воспалительными процессами и на разрезе имеет вид ломких бледно-жёлтых тканей с мелкими кистами.

### Полиморфная аденома
Встречается часто — в 60 % случаев и чаще всего располагается в околоушных слюнных желёзах. Растут обычно безболезненно, медленно, могут достигать значительных размеров. Опухоль плотная и бугристая.
У полиморфных аденом есть ряд особенностей:
- Часто возникают в виде множественных узлов
- Капсула опухоли не полностью покрывает опухоль
- Ткань опухоли имеет сложную структуру, состоящую из эпителиальных, миксохондроподобных и костных клеток
- В 5 % случаев малигнизируются, приобретая все свойства злокачественного роста, что проявляется парезом лицевого нерва

## Местнодеструирующие опухоли

### Ацинозно-клеточная опухоль
Хорошо отграничена от окружающих тканей, но нередко проявляются признаки инфильтративного роста. Опухоли состоят из базофильных клеток, сходных с серозными клетками ацинусов нормальной слюнной железы.
С 1992 года относится к истинно злокачественным опухолям

## Злокачественные опухоли

### Мукоэпидермоидная опухоль
Встречается в 10% случаев, чаще всего у женщин 40-60 лет, поражает в основном околоушные слюнные желёзы. В половине случаев протекает доброкачественно, клинически похожа на полиморфную аденому.
Злокачественная разновидность опухоли представляет собой болезненный плотный узел без чёткой границы, в 25% случаев дающий метастазы. Новообразование сопровождается изъязвлением, нагноением образованием свищей с выделением гноевидного содержимого. Чувствительна к лучевой терапии.

### Цилиндрома
Новообразование встречается в 9-13% случаев. На разрезе ткань опухоли напоминает саркому. Представляет собой плотный бугристый узел с псевдокапсулой, сопровождается болью, парезом или параличом лицевого нерва. Цилиндрома растёт инфильтративным ростом, часто рецидивирует, в 8-9% случаев даёт метастазы. Отдалённые метастазы поражают лёгкие и кости.

### Карциномы
Карциномы слюнных желёз встречаются в 12-17% наблюдений. Морфологически представляют собой плоскоклеточный рак, аденокарциному и недифференцированный рак. В 21% случаев образуются в результате малигнизации доброкачественной опухоли. Чаще страдают женщины старше 40 лет. Около 2/3 карцином развиваются в больших слюнных железах.
Опухоль возникает как плотный безболезненный узел с нечёткими границами. Впоследствии присоединяются боли, явления пареза лицевого нерва. Новообразование прорастает мышцы и кости вплоть до контрактуры жевательных мышц. Метастазы поражают регионарные лимфатические узлы, отдалённые метастазы развиваются в лёгких и костях.

### Саркомы
Саркомы встречаются очень редко и возникают из гладких и поперечно-полосатых мышц, элементов стромы слюнных желез, сосудов. К этим видам опухолей относятся рабдомиосаркомы, ретикулосаркомы, лимфосаркомы, хондросаркомы, гемангиоперицитомы, веретеноклеточные саркомы. 
Хондро-, рабдо- и веретеноклеточные саркомы представляют собой плотные узлы, четко отграниченные от соседних тканей. Быстро растут в размерах, изъязвляются и разрушают соседние органы, особенно кости, дают обширные гематогенные метастазы. 
Ретикуло- и лимфосаркомы имеют эластическую консистенцию, нечеткие границы. Очень быстро растут в размерах, на соседние области распространяются иногда в виде нескольких узлов. Более склонны к регионарному метастазированию, отдаленные метастазы сравнительно редки. Соседние кости не поражаются.
Гемангиоперицитома встречается крайне редко как доброкачественном, так и в злокачественном виде.

## Обнаружение
Установление диагноза опухолевого процесса в слюнных железах может быть получено с помощью различных методов исследования: 
- изучение клиники заболевания (жалобы, история заболевания, осмотр, определение формы, консистенции, локализации, болезненности, размеров опухоли, четкости и ровности контуров, характер поверхности и др.)
- Цитологическое исследование
- Биопсия и гистологическое исследование
- Рентгенологические методы исследования (рентгенография черепа, нижней челюсти, сиалоаденография)
- Радиоизотопное исследование

## Лечение
При лечении доброкачественных новообразований слюнных желёз опухолевый узел осторожно удаляется вместе с капсулой с последующим гистологическим исследованием удалённых тканей. 
Выбор метода лечения злокачественных опухолей зависит от распространенности опухолевого процесса, морфологической разновидности опухоли, возраста больного и наличия сопутствующих заболеваний. В большинстве случаев вначале проводится предоперационная телегамма-терапия с последующим радикальным оперативным вмешательством. При подозрении на метастазы облучению подвергаются зоны регионарного лимфооттока. 
В запущенных случаях (далеко зашедший опухолевый процесс, распад опухоли и др.) проводится симптоматическое лечение.
Химиотерапия неэффективна, однако метотрексат и сарколизин иногда приводят к некоторому уменьшению размера опухоли.

## Прогноз
Доброкачественные опухоли обычно успешно поддаются излечению, однако полиморфная аденома способна рецидивировать. Прогноз при лечении злокачественных новообразований слюнных желёз хуже - излечение при карциномах достигается у 20—25% больных, рецидивы возникают у 4—44% больных, метастазы в регионарные лимфоузлы — у 47—50%. Прогноз у злокачественных опухолей подчелюстных
слюнных желез хуже, чем околоушных.